# Africa strilla
Africa strilla (Africa Screams) è un film comico con Bud Abbott e Lou Costello, più noti in italia come Gianni e Pinotto.

## Trama
Delle persone dicono a Buzz e Stanley di seguirli in Africa per catturare un animale in un posto che credono che Stanley conosca molto bene (in realtà non è così). In realtà a queste persone interessa la presenza di diamanti e Buzz lo scopre. Quando dice loro che vuole la sua parte, questi si accordano con dei cannibali per ucciderli.

## Distribuzione
Il film è stato distribuito a New York il 4 maggio 1949 e nel resto degli USA il 27 dello stesso mese; mentre in Italia il film arrivò l'8 aprile 1950.

## Doppiaggio
Il doppiaggio a differenza della maggior parte della coppia dei comici, fu effettuato presso la O.D.I. di Carlo D'Angelo con le voci di Nino Manfredi e Enrico Luzi, Riccardo Cucciolla, Gemma Griarotti, Carlo D'Angelo.